# Christian Gotthold Schocher
Christian Gotthold Schocher (* 1736; † 9. März 1810 in Naumburg (Saale)) war ein deutscher Philosoph, Linguist und Übersetzer. Er gilt als erster deutscher Deklamator, der diese Kunst beruflich ausübte.

## Leben
Schocher besuchte die Stadtschule in Naumburg und erhielt daneben Unterricht in Gesang und Klavier. Anschließend studierte er Philosophie an der Universität Leipzig, wo er sich mit dem Dichter Christian Fürchtegott Gellert befreundete und dessen Schüler wurde. Nach seiner Promotion lebte er in Leipzig als Übersetzer und Dolmetscher, besonders für griechische Kaufleute, sowie als Privatlehrer der Deklamation.
Große Beachtung fanden seine deklamatorischen Veranstaltungen, in denen er teilweise mit einer Art Sprechgesang auftrat. 1791 veröffentlichte er ein Buch, in dem er versuchte, dafür eine verbindliche, der Musik entlehnte Notation zu schaffen, die sich aber nicht durchsetzen konnte.

## Schriften
- Freuden der Redlichen an dem Geburtsfeste des Landesvaters. Ein Vorspiel mit Gesängen zur Feyer des höchsten Geburtsfestes des Durchlauchtigsten Fürsten und Herrn, Herrn Friedrich August, regierender Churfürsten zu Sachsen etc. den 22. und 23. des Christmonates 1789 bey ganz erleuchtetem Hause aufgeführt, zu Leipzig auf dem Theater am Rannstädter Thore, Leipzig 1789 (Digitalisat) – Text zu einer Kantate von Tobias Friedrich Pfeiffer
- Drey Verwandlungen des Ovid, Leipzig: Breitkopf 1790 – Text zu einem Melodram von Karl Ditters von Dittersdorf
- Soll die Rede auf immer ein dunkler Gesang bleiben, und können ihre Arten, Gänge und Beugungen nicht anschaunlich gemacht, und nach Art der Tonkunst gezeichnet werden?, Leipzig: Reinecke 1791 (Digitalisat)
- Rechtfertigung der Schreibart „Teutsch“, Leipzig: Reinicke 1793 (Digitalisat)